# Cyrille Eliezer-Vanerot
Cyrille Gérald Eliezer-Vanerot (Châtenay-Malabry, 1º agosto 1996) è un cestista francese.